# یوسف میرزایانس
یوسف میرزایانس یا هوسپ میرزایان (ارمنی: Հովսեփ Միրզայան؛ 	۲۷ اوت ۱۸۶۸ - ۵ اکتبر ۱۹۳۵)، نخستین نمایندهٔ ارمنی‌های ایران در مجلس شورای ملی (۱۹۱۰-۱۹۱۴) (۱۹۲۸-۱۹۳۵) و مترجم اشعاری از فردوسی، خیام و باباطاهر به زبان ارمنی بود.

## زندگی‌نامه
یوسف میرزایانس در ۲۷ اوت ۱۸۶۸ (۱۲۴۶ خورشیدی) در همدان به دنیا آمد و تحصیلات ابتدایی را زادگاهش همدان به پایان رساند. سپس به محله جلفای نو  اصفهان نقل مکان کرد و زبان و ادبیات ارمنی «گرابار» و انگلیسی فراگرفت.
یوسف میرزایانس در اواسط سال ۱۸۹۶ (۱۲۷۵) در نبردخانه سور (۱۸۹۷) شرکت و از همین زمان رابطه‌ای نزدیک با یپرم‌خان پیدا کرد. در سال ۱۹۰۰ (۱۲۷۹) به استخدام دولت درآمد و با سمت مأمور گمرک به بوشهر رفت. در زمانی که مستشاران بلژیکی گمرک بوشهر را اداره می‌کردند معاونت گمرکات بنادر جنوب منصوب شد. میرزایانس در مدت اقامتش در بوشهر، در کنار وظایف رسمی در فعالیت‌های اجتماعی نیز شرکت می‌جست. در ۱۹۰۴ (۱۲۸۳) با عنوان رئیس مالیه، گمرک و ادارهٔ پست استان کرمان به آن شهر نقل مکان کرد.
با آغاز جنبش مشروطه ایران، میرزایانس نیز جذب این جنبش شد و به تهران رفت. در اواخر سال ۱۹۰۷ (۱۲۸۶) یکی از اعضای اصلی مذاکراتی بود که استپان زوریان معروف به رُستوم، از رهبران حزب فدراسیون انقلابی ارمنی برای شرکت در جنبش مشروطه ایران و با حضور شماری از آزادی‌خواهان ایرانی تشکیل داد.
با تشکیل دوره دوم مجلس شورای ملی پس از استبداد صغیر، ارامنه خواهان دو نماینده در مجلس بودند، یکی برای ارامنه جنوب (به مرکزیت اصفهان) و دیگری برای ارامنه شمال (به مرکزیت آذربایجان). ارامنه شمال میرزایانس را به نمایندگی برگزیدند اما چون ارامنه جنوب خواهان نماینده جداگانه بودند و به میرزایانس رأی ندادند، ارسال اعتبارنامه او به مجلس و نمایندگی او به تأخیر افتاد تا اینکه سرانجام پس از نه ماه کشاکش، اعتبارنامه اش در ۱۹۱۰ (پنجم آذر ۱۲۸۹) به تصویب مجلس رسید. پنج روز بعد ادای سوگند کرد.
میرزایانس همچنین کوشید که اقلیت کلدانی نیز نماینده جداگانه ای در مجلس داشته باشند اما در نهایت مجلس تصمیم گرفت که نماینده ارامنه شمال میان ارامنه و کلدانیها مشترک باشد. یوسف میرزایانس در دوره چهارم به نمایندگی ارامنه جنوب انتخاب شد اما اعتبارنامه‌اش دو ماه به پایان کار مجلس مانده، در ۱۹۲۳ (۲۹ فروردین ۱۳۰۲) به تصویب رسید.

## درخواست خدمت نظام وظیفه اجباری ارامنه
از پیشنهادهای مهم یوسف میرزایانس در دوره نمایندگی در مجلس دوم، شرکت ارمنیان در طرح خدمت وظیفهٔ اجباری بود. در ۱۹۱۰ (۲۱ بهمن ۱۲۸۹) لایحه سربازگیری از عشایر به مجلس آمد که نخستین طرح نظام وظیفه اجباری در تاریخ قانونگذاری نوین ایران به‌شمار می‌رود. میرزایانس خواهان این شد که علاوه بر عشایر، از ارامنه نیز سربازگیری شود و خطاب به مجلس گفت:
«بنده چون نماینده یکی از طوایف که در این مسلک هستند نه سرباز می‌دهند نه سوار، این دلیلش چه چیز است که ملتی بروند خون بریزند و مفت دیگری راحت باشند. در یک مملکت که ملل متنوعه یا ملتی که سوار و سرباز نمی‌دهند آنها از نعمتهای این مملکت استفاده بکنند و در زحماتشان هیچ استفاده نکنند. بنده تقاضا می‌کنم از مجلس مقدس که از این طایفه ارامنه هم داخل کنند که از ملل متنوعه سرباز و سوار هم گرفته شود».
سید حسن مدرس در مخالفت با او گفت: 
«ابداً اهل ذمه نباید عسکر بدهند. آنها باید پول بدهند ما عسکر. تکلیف نفس ایثار کردن مال به مسلمانان است. آنها پول بدهند و مسلمان‌ها جان بدهند برای حفظ آنها که در حمایت اسلام هستند. ابداً ما تجویز نمی‌کنیم که از غیر مسلمین سرباز گرفته شود یعنی این تکلیف دینی به مسلمین تعلق بگیرد. تکلیف اسلام بر غیر اهل اسلام تعلق نمی‌گیرد». 

رسیدگی به لایحه سربازگیری در مجلس دوم نیمه کاره ماند و پیشنهاد میرزایانس به جایی نرسید و در مجلس سوم در ۱۹۱۵ (سیزدهم آبان ۱۲۹۴) به تصویب رسید که خدمت در نظام را منحصر به مسلمانان کرد. نه سال بعد که رضاخان سردارسپه لایحه نظام وظیفه عمومی را شخصاً به مجلس برد، مدرس نظر خود را چنین توضیح داد: 
«آن کسی را که باید توی سرش بزنند و وارد [خدمت نظام] کنند مسلمان است که اگر به تکلیفش عمل نکرد باید اجباراً او را آورد. اما غیر مسلمان که تبعه ایران هستند مجبور نخواهند بود. دولت لدی‌الاقتضاء می‌تواند آنها را استخدام کند. اما اگر او حاضر نشود، دولت نمی‌تواند مجبورش کند». 

## مخالفت با اولتیماتوم روسیه
مهمترین نطق میرزایانس در ۱۹۱۱ (هشتم آذر ۱۲۹۰) و در مخالفت با اولتیماتوم روسیه بود که به دولت ایران چهل و هشت ساعت مهلت داد مورگان شوستر مستشار آمریکایی مالیه و دیگر خارجیانی را که با او کار می‌کنند برکنار کند، تعهد بدهد که تنها با رضایت قبلی سفارتهای روس و انگلیس افراد خارجی را به خدمت بگیرد و مخارج لشگرکشی روسیه به ایران را بپردازد وگرنه نیروهای روسیه که در رشت توقف کرده‌اند، پیشروی خواهند کرد و دولت ایران باید هزینه این پیشروی را هم بپردازد. میرزایانس در مخالفت با پذیرش اولتیماتوم خطاب به مجلس گفت: 
«قیمت استقلال یک مملکت مساوی است با قیمت حیات تمام افراد آن مملکت. بعد حالا ببینم مال کیست این استقلال. این استقلال نه مال ماست نه مال آنهاست که به ما داده‌اند و نه مال آنهایی است که بعد از این خواهند آمد بلکه مال تمام آنهاست. از شش هزار سال بیش از این استقلال ما بوده‌است و تا شصت هزار سال دیگر هم باید باشد. یاد دارم در روزی که وارد شدم جلو همین میز مرا مجبور کردند یک قسمی یاد کردم و در آن قسم به من گفتند قسم خوردم که به استقلال مملکت خیانت نکنم. من اگر آدم با شرفی باشم نمی‌توانم مخالف با آن رفتار بکنم این یک چیزی است که از قدرت من خارج است بنده با کمال احترام نسبت به آن دولت همسایه که این پیشنهادها را کرده‌است جواباً عرض می‌کنم که یک چیزی را از من خواسته‌اند که نه مال من است و نه می‌توانم به شما بدهم».

## ترجمه ادبیات فارسی
میرزایانس در به ادبیات فارسی علاقه‌مند بود و رباعیات عمرخیام و بخشی از شاهنامه فروسی و همچنین دوبیتی‌های باباطاهر را به زبان ارمنی ترجمه کرد. او در مقدمهٔ کتاب ترجمه‌ای از اشعار عمر خیام می‌نویسد: 
«همواره یکی از بزرگ‌ترین آرزوهای من این بوده‌است که بتوانم ارمنیان را، که سده هاست در کنار هم وطنان فارسی‌زبان خود زندگی می‌کنند، به گونه‌ای عمیق‌تر با فرهنگ و ادب این سرزمین و ارزش‌های آن آشنا کنم تا از این طریق ریشه‌های پُربار و مشترک این دو ملت کاملاً آشکار شود و این امر سبب نزدیکی هرچه بیشتر آن‌ها گردد.»

## درگذشت
یوسف میرزایانس در دوره چهارم مجلس شورای ملی نیز که در سال ۱۹۲۱ (۱۳۰۰) تشکیل شد، نماینده ارامنه بود. در دوره‌های پنجم و ششم در مجلس حضور نداشت اما در دوره‌های هفتم تا نهم، ارامنه جنوب را نمایندگی می‌کرد. او در دوره دهم نیز به نمایندگی انتخاب شد اما پیش از آنکه بتواند در مجلس حضور یابد، در ۵ اکتبر ۱۹۳۵ (خرداد ۱۳۱۴) درگذشت. حسن اسفندیاری رئیس مجلس هنگام اعلام خبر درگذشت او گفت: